# Caught in the Game
Albums de Survivor
Eye of the Tiger
(1982) Vital Signs
(1984)
Caught in the Game est un album du groupe Survivor sorti en 1983.

## Liste des titres
Écrits et composés par Jim Peterik et Frankie Sullivan sauf mention. 
| No | Titre                          | Auteur  | Durée |
| -- | ------------------------------ | ------- | ----- |
| 1. | Caught in the Game             |         | 4:46  |
| 2. | Jackie Don’t Go                |         | 4:04  |
| 3. | I Never Stopped Loving You     |         | 4:07  |
| 4. | It Doesn’t Have to Be This Way |         | 3:59  |
| 5. | Ready For the Real Thing       |         | 3:55  |
| 6. | Half-Life                      |         | 5:06  |
| 7. | What Do You Really Think?      | Peterik | 3:48  |
| 8. | Slander                        |         | 5:18  |
| 9. | Santa Ana Winds                |         | 6:35  |

## Composition du groupe
- Dave Bickler - chant
- Frankie Sullivan - guitare
- Jim Peterik - claviers
- Stephan Ellis - basse
- Marc Droubay - batterie